# Alyxia stellata
Alyxia stellata là một loài thực vật có hoa trong họ La bố ma. Loài này được (J.R.Forst. & G.Forst.) Roem. & Schult. mô tả khoa học đầu tiên năm 1819.

## Hình ảnh

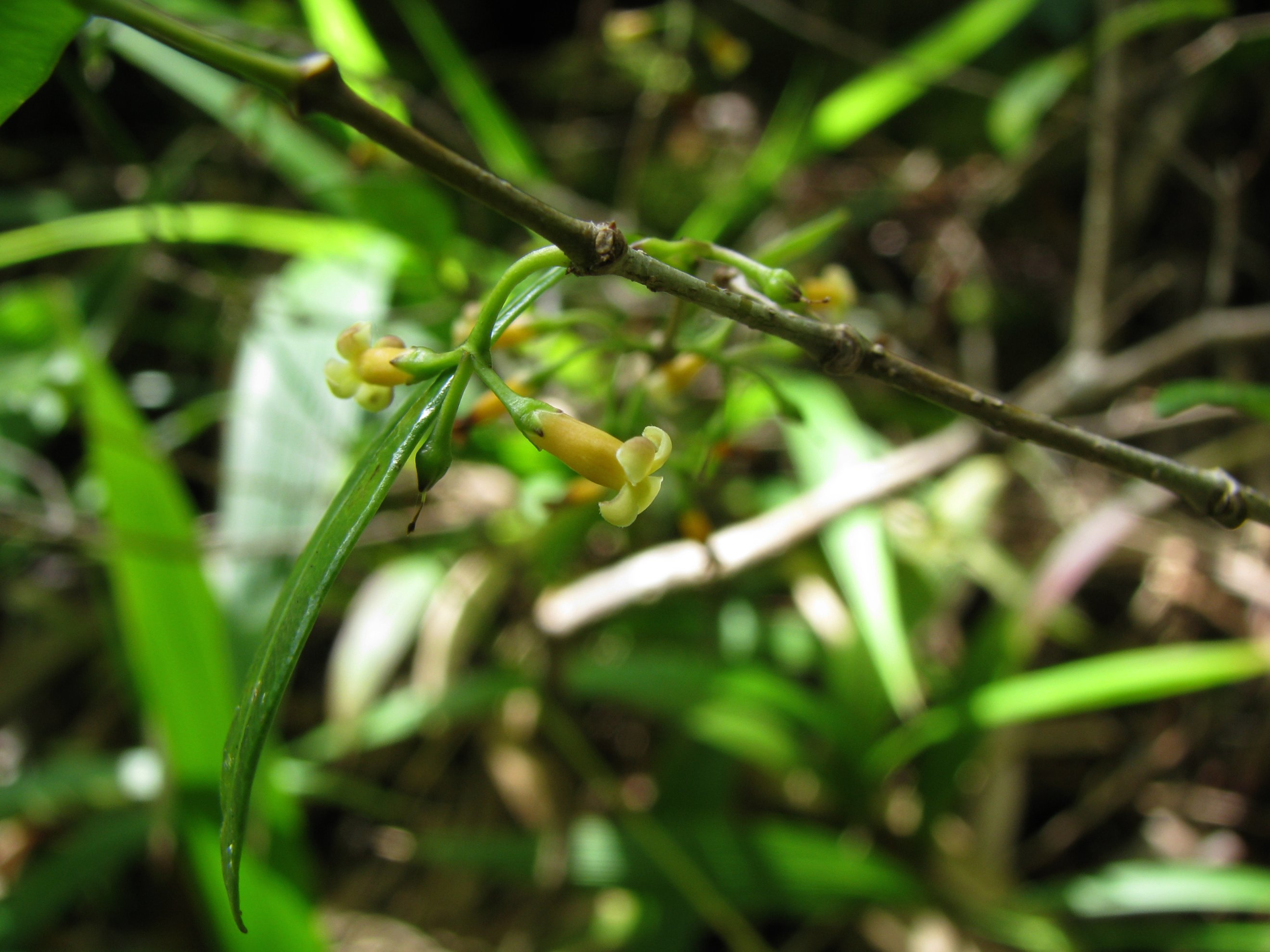
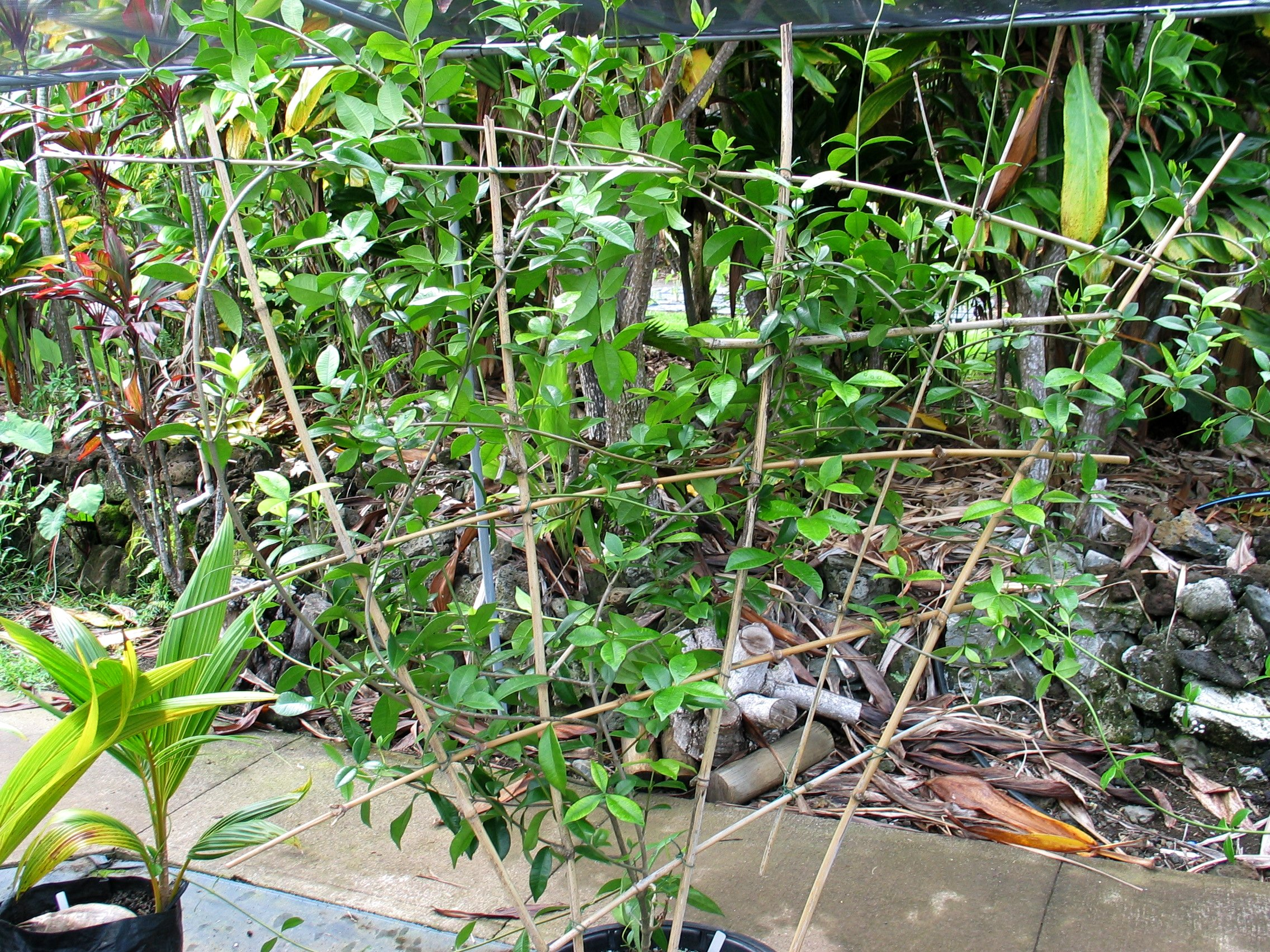
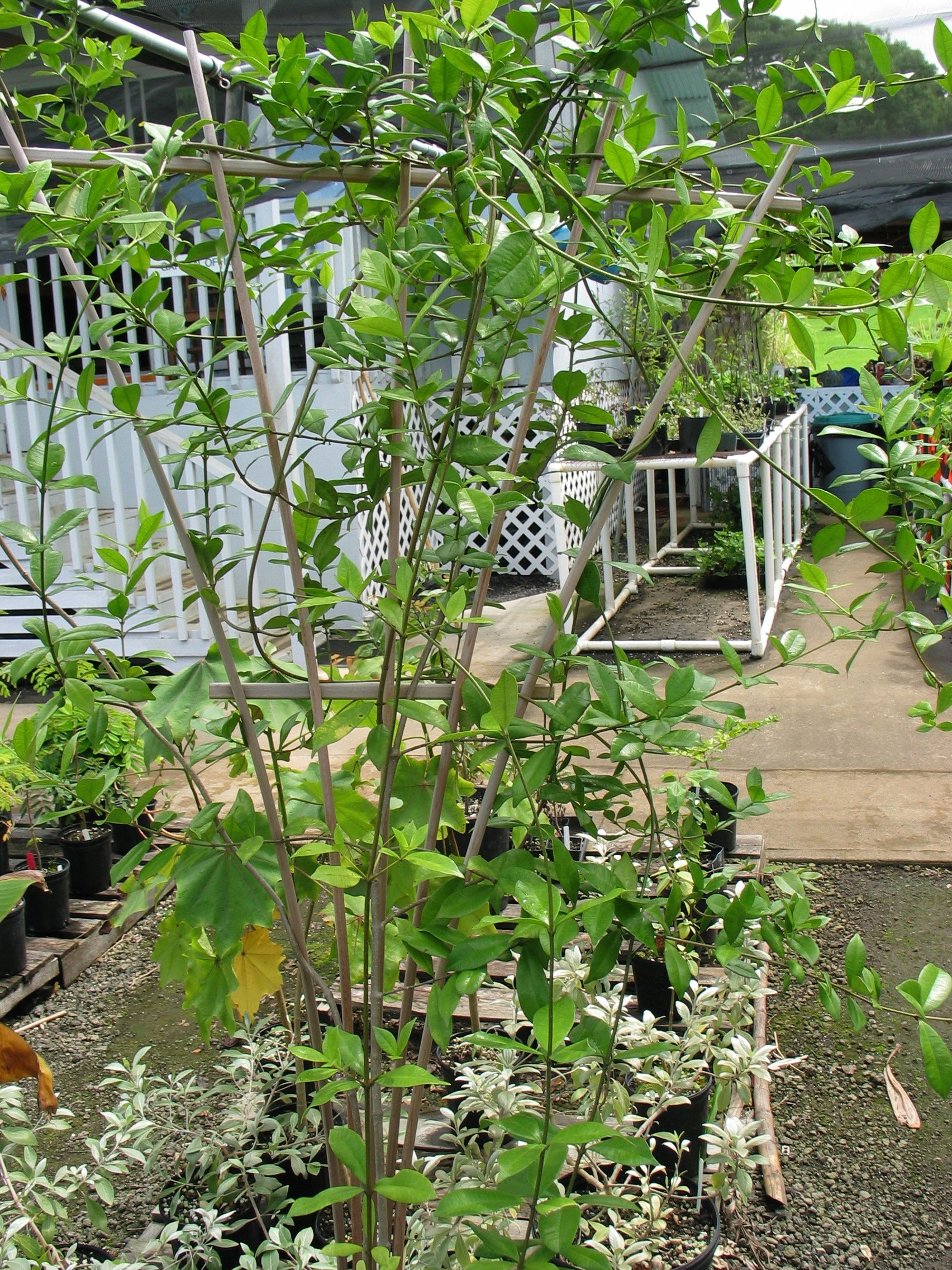
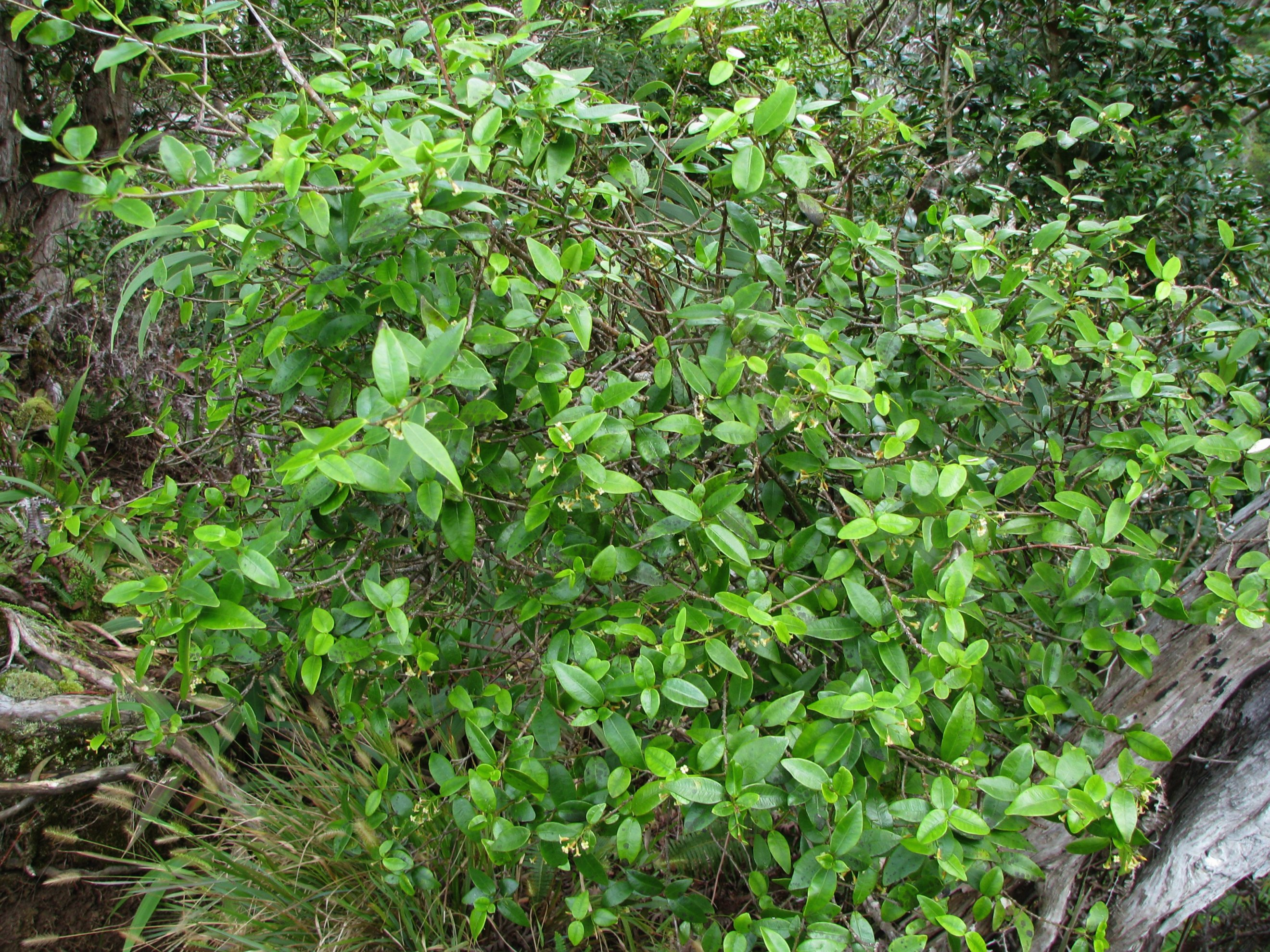